# Rua Palestra Itália
A Rua Palestra Itália (antigo trecho da Rua Turiaçu) é uma importante via arterial da cidade de São Paulo situada no bairro da Vila Pompeia, nos distritos de Perdizes, Barra Funda e Lapa.
Com cerca de 600 metros de extensão, segue paralela à Avenida Francisco Matarazzo e cruza a avenida Pompéia. Começa na rua Cayowaá e termina na rua Carlos Vicari, já no bairro da Lapa.
Nesta rua, estão localizados o Bourbon Shopping, a Sociedade Esportiva Palmeiras e o Allianz Parque, arena do clube paulistano.
Seu nome é justamente uma homenagem à denominação original do Palmeiras.

## História

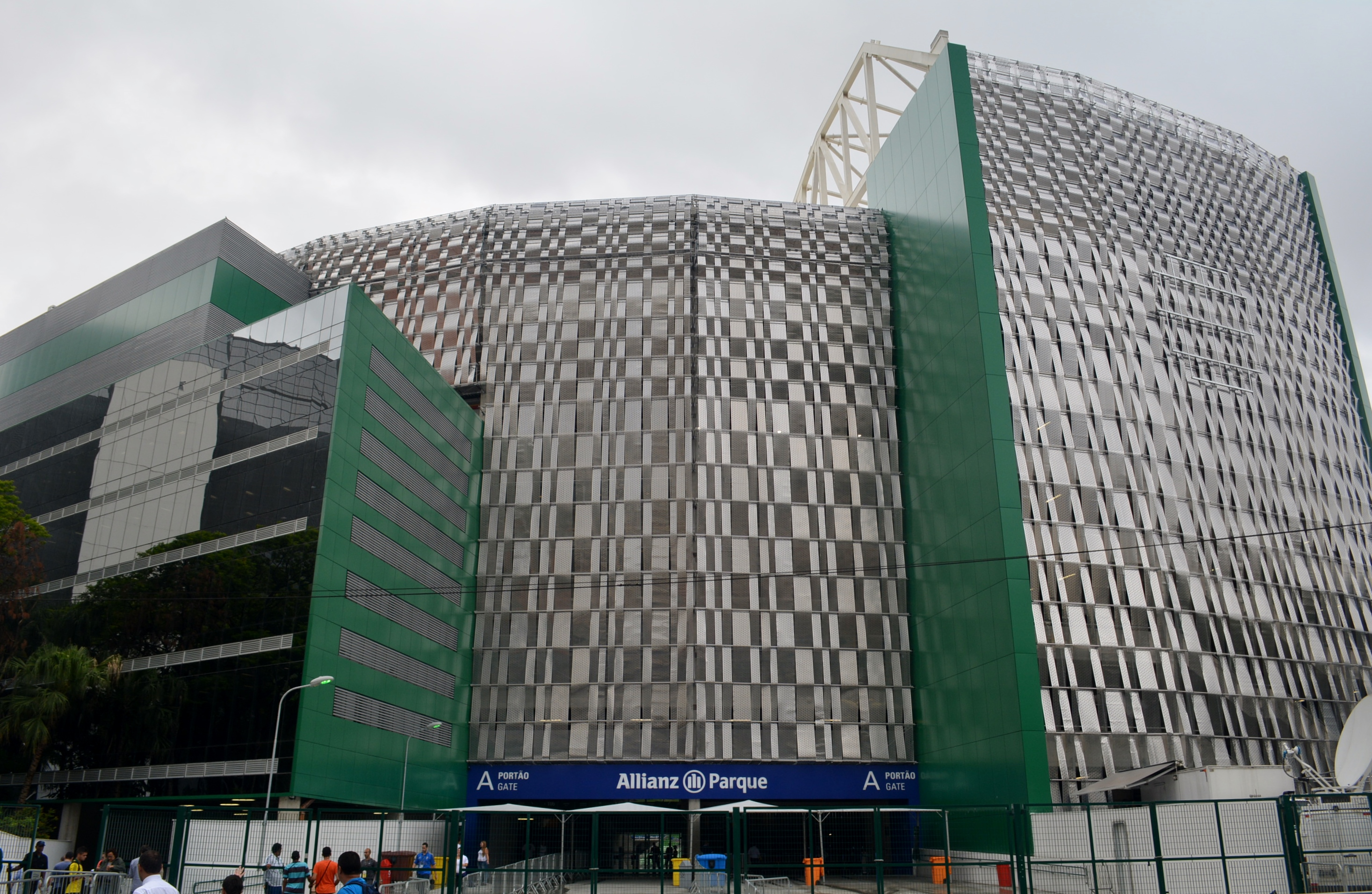
Fachada do Allianz Parque em fevereiro de 2015

Em 11 de fevereiro de 2015, a Câmara Municipal de São Paulo aprovou a legalidade de projeto de lei que alterou o nome de um trecho da Rua Turiaçu para "Rua Palestra Itália", em homenagem ao clube de futebol sediado no local. A mudança teria sido pedida pelo então presidente do Palmeiras, Paulo Nobre, ao então prefeito da cidade, Fernando Haddad (PT), e ao vereador Antônio Donato (PT). O projeto foi sancionado em 22 de abril de 2015.
A mudança definitiva do nome foi realizada no dia 12 de junho de 2015, numa cerimônia que contou com a presença de Paulo Nobre, de vereadores e de personagens ligadas ao clube paulistano.

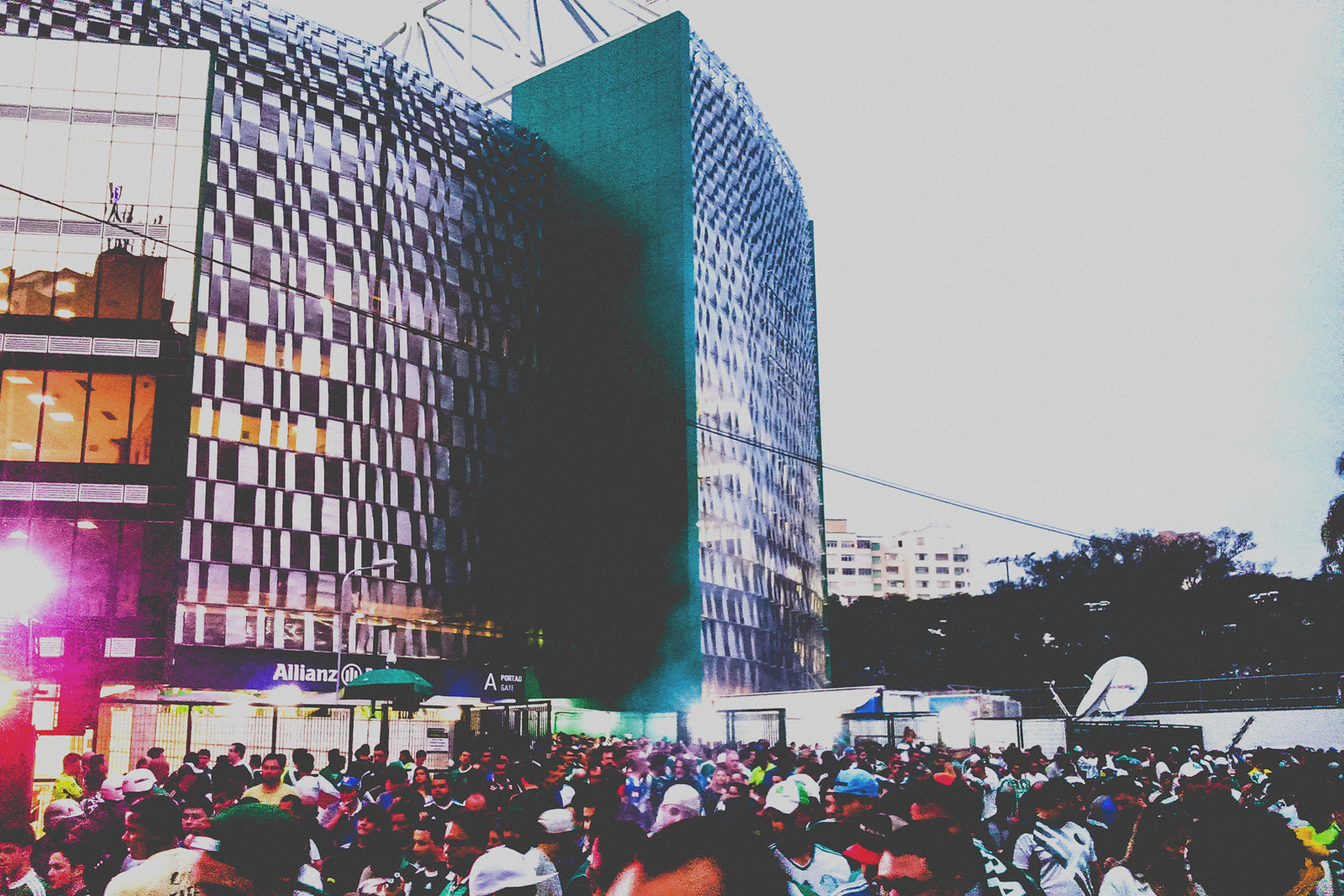
Fachada do Allianz Parque em 2015 pelo lado da Rua Palestra Itália

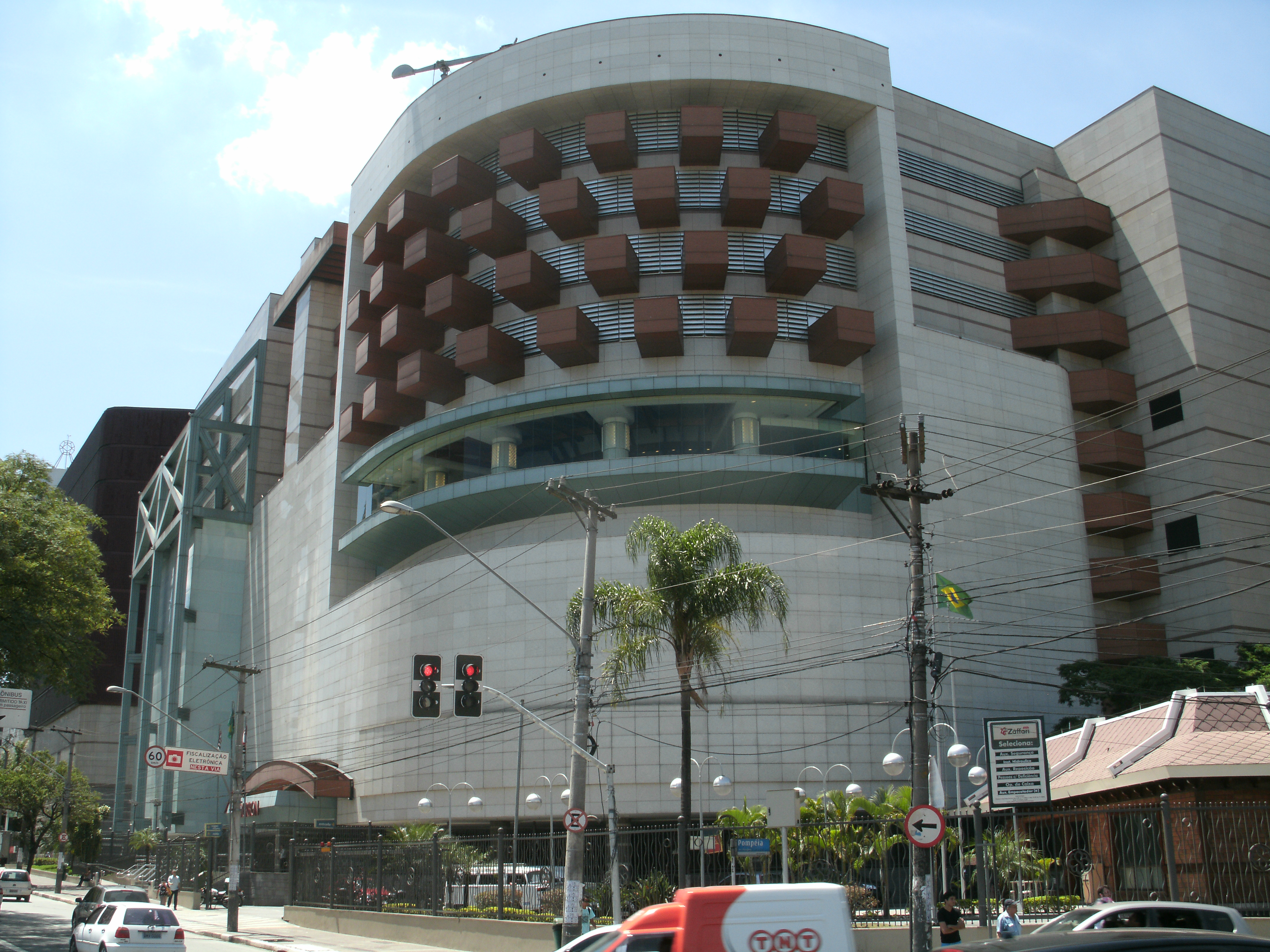
Fachada do Bourbon Shopping, que, também tem entrada pela Avenida Francisco Matarazzo